# Graptophyllum gilliganii
Graptophyllum gilliganii är en akantusväxtart som först beskrevs av Frederick Manson Bailey, och fick sitt nu gällande namn av Spencer Le Marchant Moore. Graptophyllum gilliganii ingår i släktet Graptophyllum och familjen akantusväxter. Inga underarter finns listade i Catalogue of Life.